# Limbur Lama
Limbur Lama is een bestuurslaag in het regentschap Kepahiang van de provincie Bengkulu, Indonesië. Limbur Lama telt 421 inwoners (volkstelling 2010).